# Leucoptera caffeina
Leucoptera caffeina ist ein Schmetterling (Nachtfalter) aus der Familie der Langhorn-Blattminiermotten (Lyonetiidae). Da die Art an den Blättern des Kaffeestrauchs (Coffea) miniert und dadurch wirtschaftliche Schäden in den Plantagen anrichtet, zählt sie neben weiteren Arten aus der Gattung Leucoptera zu den Schädlingen.

## Ähnliche Arten
- Leucoptera coffeella

## Lebensweise
Leucoptera caffeina bevorzugt trockene Bedingungen mit geringer Luftfeuchtigkeit und hohen Temperaturen. Ein Weibchen legt bis zu 60 Eier auf der Blattoberfläche ab. Nach 20 Tagen schlüpfen die Larven. Die weißen Raupen minieren direkt unter der oberen Blattepidermis. Für die Verpuppung spinnen die Larven einen Kokon im unteren Drittel der Pflanze, wo das Mikroklima konstanter ist. Die fertigen Motten haben eine Lebenserwartung von etwa zwei Wochen. Die Imagines sind nachtaktiv und werden gerade mal 6,5 Millimeter groß. 

## Schadwirkung
Bei starkem Befall wird die Kaffeepflanze vor allem durch den Verlust von Wasser, Mineralien und organischer Materie geschädigt, was zu Blattverlust und damit einer verringerten Assimilationsleistung führt. Dies führt schließlich zu einer Ertragsverringerung in den Plantagen.

## Vorkommen
Die Tiere leben ursprünglich in Afrika, sind aber z. B. in Südamerika eingeschleppt worden.